# Buda Brown
Pour les articles homonymes, voir Brown.
Buda Hosmer Brown (10 juin 1894–12 août 1962) est une femme politique canadienne de la Colombie-Britannique. Elle est députée provinciale créditiste de la circonscription britanno-colombienne de Vancouver-Point-Grey de 1956 jusqu'à son décès en 1962.
Brown est ministre sans portefeuille dans le gouvernement de W. A. C. Bennett dès novembre 1960.

## Biographie
Née Buda Hosmer Jenkins à Bellingham dans l'État de Washington, Brown sert pendant huit ans en tant que commissaire de Vancouver Parks.
Candidate progressiste-conservatrice lors de l'élection fédérale de 1953 dans la circonscription de Vancouver—Burrard, elle est défaite par le libéral Lorne MacDougall (en).
Brown meurt en fonction à Vancouver en août 1962 à l'âge de 68 ans.